# Carla Emmink
Carla Emmink (Utrecht, 1955) is een Nederlandse beeldend kunstenaar, illustrator, schilder en queeractiviste. Ze werkt als zelfstandig kunstenaar in Utrecht. Zij staat bekend om haar figuratieve en vaak autobiografische kunst, waarin thema’s als psychische kwetsbaarheid, queer identiteit en spiritualiteit centraal staan. Haar oeuvre omvat kleurrijke schilderijen, zwart-wit tekeningen met inkt en potlood en tekeningen met kleur potlood. Haar stijl is figuratief.

## Biografie
Emmink werd geboren in een orthodox-christelijk gezin in Utrecht. Religie speelde een prominente rol in haar jeugd; haar vader was organist en het gezin bezocht tweemaal daags de kerk op zondag. Deze achtergrond vormt een terugkerend thema in haar werk.
Haar ouders steunden Carla Emmink  in haar keuze om na de middelbare school naar de kunstacademie te gaan, ook financieel. Van 1981 tot 1986 volgde zij een opleiding aan de Hogeschool voor de Kunsten Utrecht (HKU). Na haar afstuderen werkte zij als illustrator voor tijdschriften als Zij aan Zij, Madame, De Leesbril en Affiche, die feministische en lesbische thema’s behandelden.
Tussen 2002 en 2015 werkte Emmink als verpleegkundige in de psychiatrie, een periode die haar inzicht in emotionele processen en psychische kwetsbaarheid verdiepte.
Een belangrijk moment in Emmink's leven vond plaats rond haar veertigste levensjaar. Haar ouders waren op visite bij haar toen in de nieuwsuitzending werd bericht over het overlijden van de bekende PvdA-politica Ien Dales, die streed voor gendergelijkheid. Deze gebeurtenis gaf Emmink de moed haar lang gedragen geheim over haar seksuele geaardheid met haar ouders te delen.   
Sinds 2023 is Emmink id van de kunstenaarsverenigingen De Ploegh (Amersfoort) en Arti et Amicitiae (Amsterdam).

## Stijl en technieken
Emmink maakt gebruik van acrylverf voor haar schilderijen, kleurpotloden voor haar tekeningen en pen en inkt voor haar zwart-wit tekeningen. Haar stijl is figuratief, met heldere kleuren, duidelijk te herkennen afbeeldingen en taferelen en sterk autobiografisch in die zin dat ze schildert waar ze in haar gedachtes en gevoelsleven mee bezig is.

## Werk en thematiek
Emmink's vroegste werk, gemaakt tussen 1986-1994, zijn figuratieve schilderijen van scholen vissen met acrylverf op doek. Ze liet zich inspireren door documentaires van een diepzeeduikende Fransman, die hele scholen vissen in beeld bracht. Dat vond Emmink zo mooi dat ze een oeuvre aan schilderijen en tekeningen van scholen met soms duizenden vissen voort heeft gebracht. Door te werken met verschillende blauwe en groene tinten en de vissen gelaagd op elkaar en over elkaar zwemmend te schilderen in verschillende kleurschakeringen, ontstaat er een suggestie van diepte en beweging, zoals ze die ook in de documentaires zag.  Verder bevat Emminks vroegste werk schilderijen van piano's (vleugels). 
Werken uit deze serie:
- Duizenden Vissen, Acryl op doek, 150 × 180 cm, Een schouwspel van vissen in warme tinten bruin, oker, zachtrood en oranje, omlijst door lichtblauwe accenten die water en diepte suggereren. Zwermen vissen lijken in cirkelvormige bewegingen over het doek te bewegen.
- Slootleven, Acryl op doek, 160 × 180 cm, Een onderwaterlandschap met een zichtbare horizon op eenderde van het doek, die het wateroppervlak van een sloot aanduidt. Onder het oppervlak krioelt het van leven: kikkers, kikkervisjes en waterdiertjes zoals torretjes bewegen zich door een spel van kleur en diepte. Groene en gele tinten worden afgewisseld met lichtblauw.
- Strandjutten, Acryl op doek, 140 × 170 cm, Dit schilderij vangt de dynamiek van het strand in drie lagen. Bovenin zweven witte vogels door een helderblauwe lucht, met donkerblauwe vogels op de achtergrond die diepte aanbrengen. In het midden zwemmen duizenden visjes in warme oranje tinten, terwijl onderaan de vloedlijn vol ligt met aangespoelde objecten: ballen, flessen, zeesterren — en honden die achter ballen aanrennen.
- Plankton, Acryl op doek, 150 × 180 cm, Een visuele duik in de wereld van het kleinste zeeleven. Van diep donkerblauw onderaan tot lichter blauw bovenin, toont het doek een verticale overgang van licht en waterdiepte. Verspreid over het hele oppervlak zweven duizenden planktondeeltjes op verschillende niveaus, als een dans van microleven in een gewichtloos universum.

Dan komt er een duidelijke stijlverandering, mede geinspireerd door Emmink's werk als Iilustratior bij maandblad Zij aan Zij waar ze in 1994 begon met werken. Tot 2000 maakte ze  illustraties bij artikelen over gender neutrale toiletten, seksualisering van vrouwen en systemisch racisme. De illustraties kenmerken zich doordat er een soort losheid zit in de lijnen waarmee ze de figuren neerzet. Vaak alledaagse huiselijke taferelen waarin de wederzijdse liefde tussen twee vrouwen op vrolijke wijze wordt neergezet. In die tijd besloot ze ook om ‘lesbische’ kerstkaarten te maken. Kerstkaarten met veelal dameskoppels in haar eigen figuratieve kleurrijke stijl geïllustreerd. De kaarten werden onder andere verkocht in de Bijenkorf. Het Utrechts Nieuwsblad weidde een krantenartikel aan de kaarten van Carla Emmink waardoor het voor Carla een coming out was naar de buitenwereld. Terwijl ze haar eerste vriendin had toen ze 16 was.  
Een duidelijke kleurverandering in haar werk vindt plaats rond 2015, 2016 en 2017. De vrolijke personages veranderen in lijdende figuren en zijn heel anders van toon dan haar eerdere werk.  Ook het kleur gebruik veranderde naar donkere kleuren. 
Titels uit deze tijd zijn: 
- Matt 5.14, Acryl op doek, 60x90cm, Een naakte dame huilt een stroom groene tranen en ligt tegen over een man geleund die ligt opgebaard op een grijze steen of matras. In het kerkraam heeft een vrouw zich opgehangen. Achter de gestorvene en de vrouw zitten kleine monstertjes met grimassen in primaire kleuren als geel, groen, blauw en rood. Op de muur van de kerk staat een vers uit de Matheus 5 vers 14 geschreven: ' Wij zijn het licht en niet bedoeld om verborgen te blijven' . Een oproep aan de volgelingen van Jezus om het licht te zijn. Wat brandende kaarsen staan rondom het bed opgesteld maar de huilende vrouw heeft haar ogen dicht en kan ze daardoor niet zien. Dit alles geschilderd in donkere grijs tinten, op de bruin tinten op de kleine monstertjes na.
- Zondag, Acryl op doek, 60x90cm, Een kerk met een dominee achter zijn altaar. Houten kerkbanken met slechts 3 kabouters als kerkgangers. te herkennen aan witte baarden en witte mutsen. Het plafond van de kerk is versierd met blote vrouwen figuren. Veel blote ronde torso's. Boven de altaar de silhouetten van naakte vrouwenlichamen.
- Verlaten, Moeder Maria houdt Christus vast op het hoofd van Christus de doornen kroon. Achter hun de berg waar Christus gekruizigt is. Houten kruizen met de levensloze lichamen eraan gespijkerd. In het doek van acryl met de afmeting 90 bij 60 de tekst geschreven.Lama Sabachtani dat ' Waarom hebt gij mij verlaten betekent. Het doek bestaat uit donkere kleuren en verbeeld de kruiziging door de 3 kruizen die op de berg staan met de levensloze lichamen van de gekruizigden.
- Burn out, Acryl op doek, Twee vrouwen met zwart haar en bruine huid schieten met een revolver op een kruis die op gaat in vlammen. Het kunnen kogels zijn of water waarmee het water wordt geblust.
- De liggende Beer met het schreeuwende kind in zich, Een grote donkere beer, liggend op het doek. Daarop een kind geschilderd in het fel groen. Ze heeft haar mond open waardoor het lijkt of ze schreeuwt. De binnenkant van de mond is rood met bruine lippen. Om de beer zijn de contouren van naakte vrouwen lichamen geschilderd.
- De staande Beer met het schreeuwende kind in zich, Een grote staande beer in bruin en zwart tinten geschilderd in losse streken. . Daarbinnen een fel groen geschilderd kind. Ze heeft in haar rechterhand een bruin kruis vast en in haar linker hand een rozenkrans ketting. Een kaars met een gele vlam en verder blokletters die ondersteboven zijn geschilderd tegen een roze achtergrond.

Rond 2018-2019 maakt Emmink een serie tekeningen in kleur potlood met als gemeenschappelijke titel de verschijning.
- De verschijning I, A4 formaat gekleurd potlood op papier.  Twee naakte vrouwen in het landschap van duinen met tussen hun in de verschijning van een engel. Lichte kleuren van zand de blauwe hemel, witte gewaden en lichtgroen. Centraal in het werk een lichte zankleurig pad die in de horizon verdwijnt.

- De verschijning II, Een naakte vrouw die uit het kleine raam van een kerktoren stapt. Haar armen wijs gespreid met een grote glimlach.
- De verschijning III, Twee naakte vrouwen met rozenketting in hun hand. Ze lachen en lijken te dansen. De engel heeft een opgestoken wijsvinger maar dat lijkt geen invloed te hebben op hun gemoed.
- De verschijning IIII, De setting van een kerk. Een piano met een kaars erop daarboven een schilderij met brandende kaars. Rond het kleed liggen stelletjes op matrassen of altaars in houdingen die suggereren dat er lichamelijke intimiteit wordt bedreven.
- De bezinning, Een naakte vrouw ligt in bad. Het perspectief is van boven.

Vanaf 2019 lijkt er een nieuwe periode aan te breken in het werk van Carla Emmink, waarin liefdevolle lesbische liefkozingen in het decor van een kerk worden gezet. Emmink zegt hierover dat ze tot de helende gedachte kwam:  "Voor mijn God is het helemaal toegestaan om als vrouw van vrouwen te houden." Sindsdien is haar werk thematisch verschoven waarin ze in haar werken de kerk en de lesbische geaardheid en diversiteit integreert.
Schilderijen uit deze periode zijn bijvoorbeeld;
- De gelovige bruidjes. Twee bruidjes bij het altaar, omringd door kerkgangers die aan de lippen van de dominee hangen. Maar de dominee die verkondigt hel en verdoemenis over de bruidjes. het lijkt geen vat te hebben op de bruidjes die breed lachen en elkaar liefkozen. Het schilderij heeft in museum De Fundatie gehangen en is daar verkocht aan een vrouwelijke dominee.
- Ook schilderde Carla Emmink haar versie van Het laatste Avondmaal, met non-binaire figuren, dragqueens, lesbische en homo-stellen.

Haar meest recente werken uit 2024/2025 zijn gebaseerd op de gedachte: 'diversiteit maakt de wereld (kleur)rijker'. Vanuit die gedachte ontstond de serie tekeningen en schilderijen ‘Happier in a dress’.

## Activisme
Carla Emminks kunstenaarscarrière (vanaf 1990 – heden) staat vooral in het teken van het maken van tekeningen/illustraties en schilderijen over thema’s rondom de LHBTIQ gemeenschap, mede op grond van haar persoonlijke ervaringen en positie als lesbienne.
Tevens richt ze zich vanuit haar algemene maatschappelijke betrokkenheid op actuele thema's zoals klimaatverandering en gender diversiteit. Haar werk is sterk autobiografisch. Wat er in haar leeft, wat zij ervaart, waarneemt en voelt neemt ze als uitgangspunt voor haar werk. 
Ze is zeer gemotiveerd tot het maken van tekeningen en schilderijen, omdat ze ervan overtuigd is dat ze met de zichtbaarheid het belang van de LHBTIQ- gemeenschap dient. ' Zichtbaar en vandaaruit bespreekbaar maken versterkt (het gevoel van) maatschappelijke veiligheid van LHBTIQ personen.' Zo motiveert ze haar carrière als activistische kunstenaar. Haar werk en publieke optredens dragen bij aan de zichtbaarheid en acceptatie van de lhbtiq+-gemeenschap. 

## Exposities (selectie)
- 2017 – Solo-expositie in Galerie De Gau, Vaals[3]
- 2019 – De gelovige bruidjes, Museum de Fundatie, Zwolle (ZomerExpo)
- 2020 – Groepstentoonstelling OOOH, Oede Shole, Damme (België), gecureerd door Jan Moeyaert[3]
- 2021–2023 – Deelname aan o.a. Pride at the Beach (Zandvoort), Utrecht Queer Culture Festival en New Stories bij De Ploegh[3]
- 2025 - ' Refresh Amsterdam #3'  Amsterdam Museum aan de Amstel. 11 juli t/m 30 nov.